# Niels van der Pijl
Niels van der Pijl (11 maart 1993) is een Nederlands wielrenner.

## Carrière
In 2016 won Van der Pijl de Ronde van Congo, die niet op de UCI-kalender stond. Een jaar later won hij de eerste etappe in de Ronde van Guatemala, waar hij de Mexicaan Carlos López nipt voorbleef. In 2018 was Van der Pijl ook op het Aziatische continent succesvol, de renner wist de tweede etappe van de veertiendaagse Vietnamese etappekoers Cup Ton Hoa Sen winnend af te sluiten.
Naast zijn carrière als wielrenner studeerde Van der Pijl plantenwetenschappen aan Wageningen University & Research, in het kader van deze studie liep hij stage in Thailand. Sinds oktober 2018 woont en werkt Van der Pijl in Kenia, Ethiopië en Noorwegen.  De wielercarrière van Van der Pijl kreeg in 2019 een nieuwe impuls toen hij in Kameroen het bergklassement van de GP Chantal Biya op zijn naam schreef.

## Overwinningen
2016
Eindklassement Tour de la République démocratique du Congo
2017
5e etappe Tour du Togo
1e etappe Ronde van Guatemala
2018
2e etappe Ton Hoa Sen Cup
2019
Bergklassement GP Chantal Biya